# Rhamphomyia colorata
Rhamphomyia colorata är en tvåvingeart som beskrevs av Daniel William Coquillett 1895. Rhamphomyia colorata ingår i släktet Rhamphomyia och familjen dansflugor.
Artens utbredningsområde är Texas. Inga underarter finns listade i Catalogue of Life.